# Arnold Klementsson
Arnold Klementsson, även Arend Klementssøn, död våren 1434, var en dansk präst, biskop i Bergens stift från 1430 och ärkebiskop i Uppsala stift från 1433 till sin död.

## Biografi
Arnold Klementsson var 1430 Erik av Pommerns kammermeister, och utnämndes samma år till biskop i Bergens stift.
När Olov Larsson hade valts till ärkebiskop av domkapitlet så blev kungen, Erik av Pommern, missnöjd med att han inte hade blivit konsulterad. Kungen beslöt därför, när Olov var i Rom för att inhämta påvens bekräftelse av valet, att Arnold av Bergen skulle insättas i Olov Larssons ställe. Arnold tog också ärkebiskopssätet i besittning trots domkapitlets protester.
Tvisten löstes följande år, 1434, när Arnold avled, och Olov Larsson kunde insättas i sitt ämbete när han återvände från Rom 1435.